# Rosemary (wrestler)
Courtney Rush, nata Holly Letkeman (Winnipeg, 29 novembre 1983), è una wrestler canadese.
Attualmente è sotto contratto con la Total Nonstop Action Wrestling con il ring name Rosemary. È conosciuta anche per le sue apparizioni in federazioni come BSE Pro, BCW, NCW Femmes Fatales e Shimmer Women Athletes. È una delle poche atlete ad essersi diplomata alla Can-Arm Wrestling Academy.

## Carriera nel Wrestling Professionistico

### Gli inizi
Ha fatto il suo debutto nel Pro Wrestling per la PTW il 30 gennaio 2008 perdendo contro Haley Rogers con il nome di Casey Maguire. Due mesi dopo, il 28 marzo 2008, ha cambiato il suo ring name in PJ Tyler e ha ottenuto la sua prima vittoria contro Haley Rogers, questa volta nella RSW. Doveva prendere il posto di Jennifer Blake come Commissioner della PWX ma la sua posizione è stata presa da "Danger Boy" Derek Wylde in modo controverso. Ha poi cominciato un feud con Haley Rogers durante un tag team con Jennifer Blake contro la stessa Haley e Jade Chung. Durante questa contesa ha rotto il naso di Haley e ha aggravato il suo infortunio in un match la settimana successiva. Queste due atlete si sono incontrate sul quadrato diverse volte nel 2008 e GLORY Wrestling gli ha dedicato un articolo riguardo ad un match svoltosi il 12 settembre 2008. Durante la prima parte del 2009 ha anche lottato in diversi incontri con Cherry Bomb, Jennifer Blake e Holly Hilton, incluso un match con Amazing Kong che non è però stata in grado di vincere. Il giorno del suo ventiseiesimo compleanno ha vinto il suo primo titolo in carriera sconfiggendo Deanna Conda nelle finali del WILD Tournment 2009 vincendo il GCW W.I.L.D. Championship.

### NCW Femmes Fatales (2010-2013)

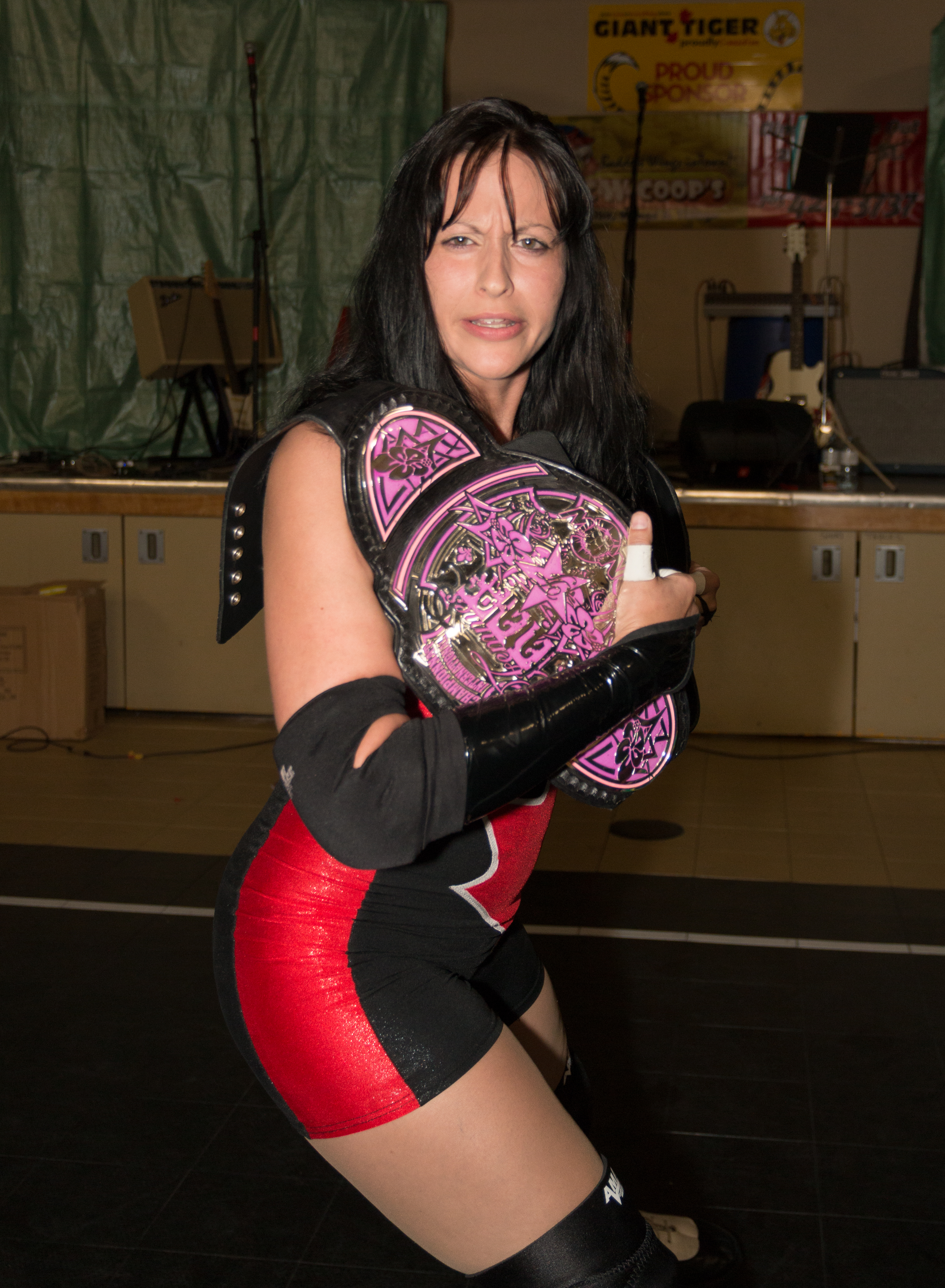
Courtney Rush con la cintura NCW Femme Fatales Championship

PJ Tyler ha fatto il suo debutto per la nCw Femmes Fatales il 6 febbraio 2010. All'inizio doveva lottare con Kacey Diamond ma i piani sono stati cambiati e ha fatto allora coppia con Mary Lee Rose per combattere contro il team di Anna Minoushka e Anastasia Ivy. È stata in grado di mettere a segno la sua mossa finale ma il team di Anna e Anastasia è riuscita a sventrare lo schienamento e ad avere poi la vittoria su Mary Lee Rose. Essendo lei l'allora WILD Champion si è guadagnata uno spot nel primo NCW FF Tournment per decretare la prima NCW Femmes Fatales Champion. Nel primo round ha lottato con Portia Perez in un First Time Ever Match ma non è riuscita ad ottenere la vittoria. Al quarto show ha lottato e vinto un Triple Threat che ha visto coinvolte anche Cat Power e Sassy Stephie. Nel post match è stata attaccata da Cat Power che ha rivelato il suo vero nome, Courtney Rush, e l'ha poi sfidata ad uno Street Fight il 12 marzo 2010.

### SHIMMER Women Athletes (2010-2016)
Il debutto di PJ Tyler per la SHIMMER è stato ufficializzato il 22 marzo 2010 sulla SHIMMER Board. Ha fatto la sua prima apparizione per la SHIMMER Women Athletes come parte della SPARKLE Division il 10 aprile 2010. Durante lo SPARKLE Match è stata sconfitta da Anna Minoushka. Ha poi fatto una seconda apparizione nello SPARKLE il giorno successivo facendo coppia con Leva Bates ed ottenendo una vittoria sul team di Anna Minoushka e She Nay Nay.

### Impact Wrestling (2016-presente)

#### Decay (2016)
Nel gennaio 2016, la Rush sigla un contratto con la Total Nonstop Action Wrestling (TNA) ed il 26 gennaio debutta nel programma televisivo Impact accompagnando Abyss e Crazzy Steve nel loro attacco ai campioni di coppia Davey Richards e Eddie Edwards e durante il quale si appropriano delle loro cinture. La neonata stable heel prende il nome The Decay e successivamente viene rivelato il nuovo ring name Rosemary della Rush. Durante il tour della TNA in Inghilterra, la Decay ha una breve faida con Jimmy Havoc terminato in un No disqualification match in cui Abyss lo sconfigge ed in seguito proseguono la faida con i Wolves infortunando Davey Richards e perdendo uno Street Fight match contro Eddie Edwards. Nella puntata di Impact del 15 marzo, la Decay ha sconfitto Bobby Roode, James Storm ed Eddie Edwards. Nella puntata di Impact del 19 aprile, la Decay rapisce Gail Kim per ottenere una title shot contro i campioni di coppia (i Beer Money, Inc.) che sconfiggono la sera stessa conquistando i titoli TNA World Tag Team Championship (Abyss e Crazzy Steve). Nella puntata di Impact del 26 aprile, Rosemary effettua il suo debutto in singolo sconfiggendo Gail Kim. Il 12 giugno, a Slammiversary, la Decay mantiene i titoli di coppia sconfiggendo i BroMans (Jessie Godderz e Robbie E).

#### Knockout's Championship (2016-2017)

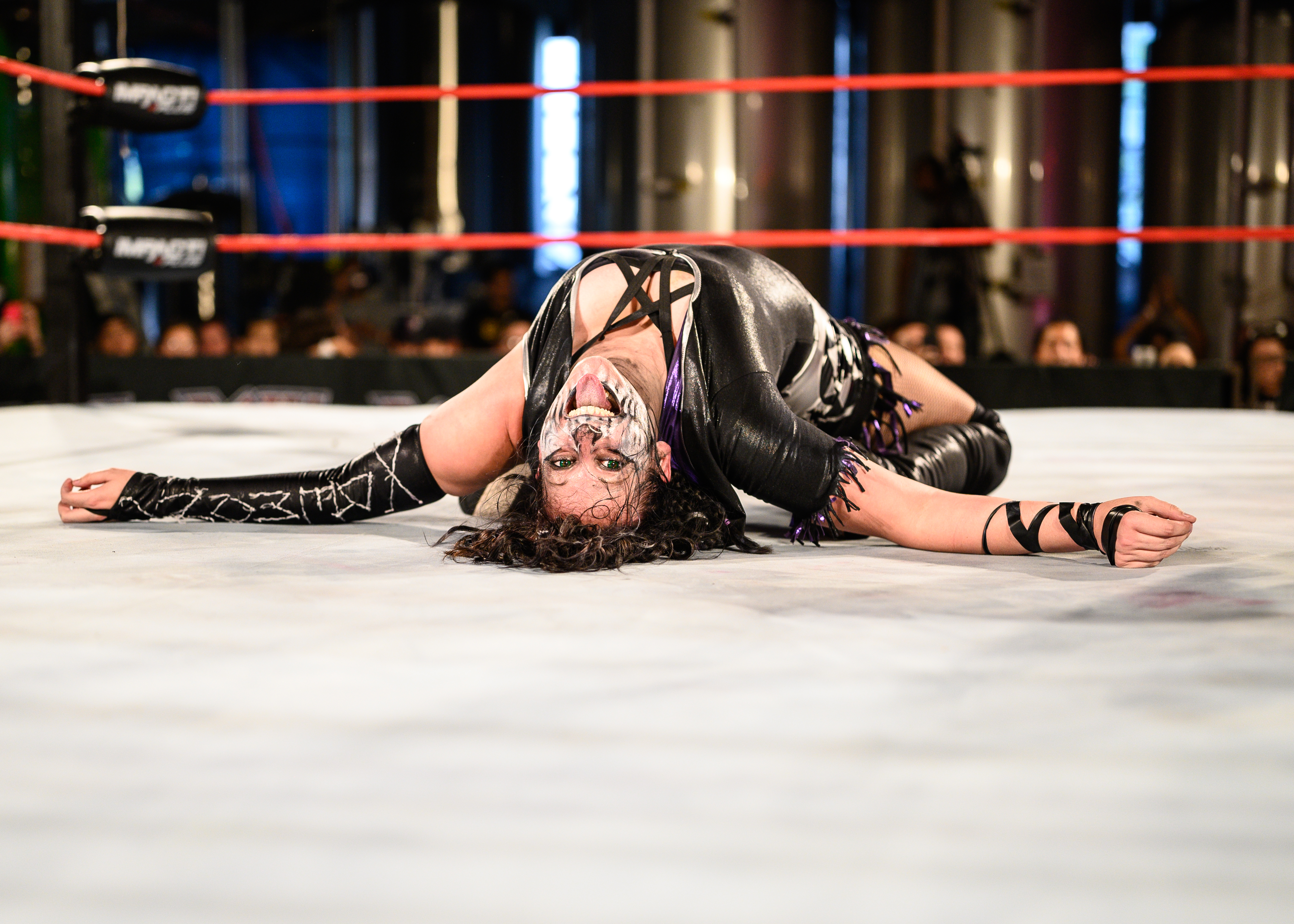
Dopo la firma con la TNA, Rush cambiò la propria gimmick diventando "Rosemary"

In novembre, Rosemary cominciò un feud con Gail Kim e Jade. Durante la rivalità, Kim si infortunò e rese vacante il titolo TNA Womens Knockout Championship. Il 1º dicembre a Impact, Rosemary sconfisse Jade in un six sides of steel cage match conquistando il titolo vacante per la prima volta in carriera. Il mese successivo, durante il pay-per-view One Night Only: Live!, Rosemary difese con successo la cintura contro Sienna. Nel gennaio 2017, il feud tra Rosemary e Jade si riaccese, e le due si affrontarono in un monster's ball match, nel quale Rosemary sconfisse Jade mantenendo il titolo. Poche settimane dopo, il 2 marzo a Impact, Rosemary sconfisse nuovamente Jade, questa volta in un last knockout standing match. In seguito, difese la cintura dagli attacchi di Santana Garrett e ODB.
Alla fine di maggio, dopo aver salvato Allie dagli attacchi di Laurel Van Ness e Sienna, e aver rifiutato di unirsi alla loro stable, Rosemary effettuò un turn face. Il 2 luglio a Slammiversary, Rosemary fu sconfitta da Sienna, in un match per l'unificazione dei titoli Impact Wrestling Knockouts e GFW Women's Championship, dopo un regno titolato durato 266 giorni - il secondo più lungo nella storia della cintura.

#### Faida con Taya Valkyrie (2017-2018)
Il 7 settembre a Impact Wrestling, dopo avere nuovamente salvato Allie da un'aggressione, Rosemary fu attaccata dall'esordiente Taya Valkyrie. L'episodio sfociò in un feud tra le due, e a un match nel quale Rosemary venne sconfitta da Valkyrie. Le due si sarebbero dovute affrontare nuovamente al ppv Bound for Glory, il 5 novembre, ma l'incontro venne cancellato per ragioni non specificate. In dicembre, Rosemary fu sconfitta da Laurel Van Ness nella finale del torneo indetto per l'assegnazione del vacante titolo Impact Wrestling Knockout's Championship. Il 1º marzo 2018 a Impact Wrestling, la rivalità tra Rosemary e Taya Valkyrie proseguì quando la rientrante Taya l'assalì nuovamente. Un mese dopo Rosemary sconfisse Valkyrie in un demon's dance match, ponendo fine al feud.

#### Storyline con Su Yung (2018-2019)
Poco tempo dopo il termine del feud con Valkyrie, Rosemary fu introdotta nella storyline di Allie con Su Yung, che alla fine portò alla "sepoltura" di Rosemary, che fu un espediente per farla uscire dalle scene per qualche tempo per riprendersi da un infortunio al crociato.
Il 6 gennaio 2019, dopo un'assenza di otto mesi dagli schermi, Rosemary fece il suo ritorno a Impact Wrestling Homecoming salvando Kiera Hogan dall'attacco delle sue ex amiche Allie e Su Yung. Poco dopo il suo ritorno, Rosemary (lottando nuovamente come face) continuò la storyline con Allie, che nel frattempo aveva tradito la Hogan alleandosi con Su Yung.
Il 28 febbraio 2019 Impact Wrestling annunciò che Rosemary aveva rinnovato il contratto con la compagnia. Il 29 marzo al ppv Against All Odds, Rosemary entrò nel "regno dei non-morti" per salvare l'anima di Allie, ma senza successo in quanto Allie fu "uccisa" dalla Yung. A Impact! del 17 maggio, la rivalità di Rosemary con Yung raggiunse il culmine quando Rosemary sconfisse Yung in un Demon Collar match, costringendola a farsi portare in giro con un guinzaglio e un collare al collo. Nella puntata del 7 giugno di Impact!, la rientrante Havok liberò Yung, quando aggredì Rosemary e Valkyrie durante il loro match. Al ppv Slammiversary XVII, Rosemary prese parte a un Four-Way Monster's Ball match con Havok, Valkyrie e Yung, con in palio il titolo Knockout's Championship. Prevalse la campionessa in carica Valkyrie.
Il 4 febbraio 2020 a Impact!, sfidò la Yung, che aveva cambiato la propria identità in "Susie". L'incontro terminò in doppio count-out e le due continuarono la rissa nel backstage, fino a quando Rosemary avvolse un cappio intorno al collo di Susie e resuscitò Su Yung. Il 24 marzo a Impact!, quando Havok e Yung furono tradite dal loro manager Father Mitchell che le recluse nelle "lande desolate dei non-morti", Rosemary le aiutò a fuggire.

### Lucha Libre AAA Worldwide (2017)
Il 26 agosto 2017, Rosemary partecipò all'evento Triplemanía XXV della federazione messicana Lucha Libre AAA Worldwide, lottando in un four-way match con in palio l'AAA Reina de Reinas Championship. L'incontro terminò quando Sexy Star fece cedere per dolore Rosemary con un armbar, e secondo quanto riferito, nel processo le dislocò davvero l'osso del braccio procurandole un serio infortunio. L'incidente ebbe ampio risalto tra gli altri wrestler, che diedero voce alle loro opinioni in merito sui social media. Come risultato, in seguito l'AAA privò della cintura Sexy Star squalificandola.

## Personaggio

### Mosse finali
- Red Wedding (Fireman's Carry Facebuster) 2016-presente

## Titoli e riconoscimenti
- Acclaim Pro Wrestling
  - APW Tag Team Championship (1) – con KC Spinelli[51]
  - APW Women's Championship (1)[52]
- Atomic Revolutionary Wrestling
  - ARW Bombshells Championship  (1)[53]
- Bellatrix Female Warriors
  - Bellatrix World Championship (1)
- Great Canadian Wrestling
  - GCW W.I.L.D. Championship (1)
- nCw Femmes Fatales
  - nCw Femmes Fatales Champion (1)[54]
- Pro Wrestling Illustrated
  - 8º posto nella lista delle 50 migliori lottatrici nei PWI Female 50 del 2014[55]
- Pure Wrestling Association
  - PWA Canadian Elite Women's Championship (1)[56]
- Shimmer Women Athletes
  - Shimmer Tag Team Championship (1) – con Sara Del Rey
- Smash Wrestling
  - Smash Women's Championship (1)
- Total Nonstop Action Wrestling/Impact Wrestling
  - TNA/Impact Wrestling Knockouts Championship (1)[57]
- Tri-City Wrestling
  - TCW Women's Championship (1)